# Don Reese
Pour les articles homonymes, voir Reese.
(en) Statistiques sur pro-football-reference
Donald Francis Reese plus communément appelé Don Reese (né le 4 septembre 1951 à Mobile et mort le 18 septembre 2003) est un joueur américain de football américain.

## Carrière

### Université
Reese étudie à l'université d'État de Jackson, faisant partie de l'équipe de football américain des Tigers.

### Professionnel
Don Reese est sélectionné au premier tour du draft de la NFL de 1974 par les Dolphins de Miami au vingt-sixième choix. Après une saison de rookie comme remplaçant avant d'être nommé defensive tackle titulaire en 1975, saison où il inscrit un safety. Il ne joue aucun match lors de la saison 1977 et revient sous le maillot des Saints de la Nouvelle-Orléans en 1978. Il doit attendre 1979 pour devenir titulaire mais cette fois au poste de defensive end. La saison suivante, il retourne sur le banc des remplaçants mais marque le seul touchdown de sa carrière après avoir récupéré un fumble et parcouru trente-quatre yards. 
En 1981, il tente de relancer sa carrière aux Chargers de San Diego mais il y fait un passage éclair.

## Statistiques
En sept saisons en NFL, Reese a joué quatre-vingt-huit matchs dont trente-sept comme titulaire. Il a récupéré quatre fumbles, marque un touchdown et un safety.

## Mort
Don décède le 18 septembre 2003 après un long combat contre le cancer.